# 比尔·艾本
威廉·爱德华·艾本（英語：William Edward Ebben，1935年10月7日—），美国NBA联盟的前职业篮球运动员。他在1957年的NBA选秀中第3轮第18顺位被底特律活塞选中。